# Heath Charnock
Heath Charnock est un village et une paroisse civile du Lancashire, en Angleterre.